# Hurl Beechum
Hurl Luther Beechum III (Des Moines, 2 maggio 1973) è un ex cestista statunitense naturalizzato tedesco.

## Palmarès
- Campionato tedesco: 1

Brose Bamberg: 2004-05